# Jesi Godoy
Jesi Godoy (n. Lago Agrio, Ecuador; 15 de septiembre de 1992) es un futbolista ecuatoriano. Juega de centrocampista y su equipo actual es Cumbayá Fútbol Club de la Serie A de Ecuador.

## Trayectoria

### Inicios
Empezó su carrera futbolística en el equipo militar en el año 2006, se formó e hizo todas las formativas en El Nacional, la sub-14, la sub-16, la sub-18 y posteriormente la reserva.

### Aucas
En 2011 fue transferido a Sociedad Deportiva Aucas para jugar la Segunda Categoría de ese año, sin conseguir el ascenso al final.

### Universidad Católica
En 2012 la Universidad Católica se hace con sus derechos deportivos durante cinco temporadas. Con el equipo camarata disputó la Serie B 2012 en su primera temporada, fue pieza fundamental en el ascenso y título para el equipo capitalino, para 2013 fue ratificado para jugar en la Serie A. Bajo el mando de Jorge Célico tuvo su debut en el primer equipo en la máxima categoría del fútbol ecuatoriano el 10 de febrero de 2013, en el partido de la fecha 3 de la primera etapa 2013 ante el Deportivo Quevedo, fue titular aquel partido que terminó en victoria de Católica por 1–3. En esa misma temporada marcó su primer gol en la Serie A el 30 de marzo en la fecha 9 de la primera etapa, convirtió el empate al minuto 73 para Universidad Católica ante Macará como visitante por 1–1. Su primer paso con la chatoleí terminó con 115 partidos disputados y un solo gol.

### River Ecuador
Para 2017 jugó en dos equipos, la primera parte del año fue fichado por River Ecuador, con el equipo guayaquileño solo disputó un partido.

### Macará
Para la segunda etapa llegó a Macará de Ambato, con el conjunto de la capital de Tungurahua participó en 11 ocasiones sin marcar goles.

### Delfín
En 2018 es fichado por el subcampeón de la temporada anterior, el equipo manabita de Delfín Sporting Club, para disputar el torneo nacional y la Copa Libertadores 2018, con el cetáceo en total jugó 45 encuentros y marcó un gol a Técnico Universitario. Por torneos Conmebol en total llegó a disputar una Libertadores y cuatro Sudamericanas, la mayoría de ellos con Universidad Católica, su debut a nivel internacional se dio en la Copa Sudamericana 2014 en el partido de la primera fase ante Deportivo Anzoátegui de Venezuela.

### Regreso a Universidad Católica
En la temporada 2019 regresa a préstamo del América de Quito a la Universidad Católica, para disputar la LigaPro Banco Pichincha y Copa Sudamericana, en total jugó 21 partidos.

### Atlético Porteño
Para 2020 es fichado por Atlético Porteño que disputó la Serie B en ese año.

## Estadísticas

### Clubes
Actualizado al último partido disputado el 24 de agosto de 2024.
| Club                           | Div.          | Temporada     | Liga  | Liga  | Copas nacionales | Copas nacionales | Copas internacionales | Copas internacionales | Total | Total |
| Club                           | Div.          | Temporada     | Part. | Goles | Part.            | Goles            | Part.                 | Goles                 | Part. | Goles |
| ------------------------------ | ------------- | ------------- | ----- | ----- | ---------------- | ---------------- | --------------------- | --------------------- | ----- | ----- |
| El Nacional · Ecuador          | 1.ª           | 2010          | 0     | 0     | Inexistentes     | Inexistentes     | Inexistentes          | Inexistentes          | 0     | 0     |
| El Nacional · Ecuador          | Total club    | Total club    | 0     | 0     | 0                | 0                | 0                     | 0                     | 0     | 0     |
| Aucas · Ecuador                | 3.ª           | 2011          | 28    | 3     | Inexistentes     | Inexistentes     | Inexistentes          | Inexistentes          | 28    | 3     |
| Aucas · Ecuador                | Total club    | Total club    | 28    | 3     | 0                | 0                | 0                     | 0                     | 28    | 3     |
| Universidad Católica · Ecuador | 2.ª           | 2012          | 0     | 0     | Inexistentes     | Inexistentes     | Inexistentes          | Inexistentes          | 0     | 0     |
| Universidad Católica · Ecuador | 1.ª           | 2013          | 27    | 1     | Inexistentes     | Inexistentes     | Inexistentes          | Inexistentes          | 27    | 1     |
| Universidad Católica · Ecuador | 1.ª           | 2014          | 38    | 0     | Inexistentes     | Inexistentes     | 4                     | 0                     | 42    | 0     |
| Universidad Católica · Ecuador | 1.ª           | 2015          | 35    | 0     | Inexistentes     | Inexistentes     | 2                     | 0                     | 37    | 0     |
| Universidad Católica · Ecuador | 1.ª           | 2016          | 15    | 0     | Inexistentes     | Inexistentes     | 0                     | 0                     | 15    | 0     |
| Universidad Católica · Ecuador | 1.ª           | 2019          | 21    | 0     | 1                | 0                | 0                     | 0                     | 22    | 0     |
| Universidad Católica · Ecuador | Total club    | Total club    | 136   | 1     | 1                | 0                | 6                     | 0                     | 143   | 1     |
| River Ecuador · Ecuador        | 1.ª           | 2017          | 1     | 0     | Inexistentes     | Inexistentes     | Inexistentes          | Inexistentes          | 1     | 0     |
| River Ecuador · Ecuador        | Total club    | Total club    | 1     | 0     | 0                | 0                | 0                     | 0                     | 1     | 0     |
| Macará · Ecuador               | 1.ª           | 2017          | 11    | 0     | Inexistentes     | Inexistentes     | Inexistentes          | Inexistentes          | 11    | 0     |
| Macará · Ecuador               | Total club    | Total club    | 11    | 0     | 0                | 0                | 0                     | 0                     | 11    | 0     |
| Delfín S. C. · Ecuador         | 1.ª           | 2018          | 39    | 1     | Inexistentes     | Inexistentes     | 6                     | 0                     | 45    | 1     |
| Delfín S. C. · Ecuador         | Total club    | Total club    | 39    | 1     | 0                | 0                | 6                     | 0                     | 45    | 1     |
| Atlético Porteño · Ecuador     | 2.ª           | 2020          | 1     | 0     | —                | —                | Inexistentes          | Inexistentes          | 1     | 0     |
| Atlético Porteño · Ecuador     | Total club    | Total club    | 1     | 0     | 0                | 0                | 0                     | 0                     | 1     | 0     |
| Olmedo · Ecuador               | 1.ª           | 2020          | 25    | 0     | —                | —                | Inexistentes          | Inexistentes          | 25    | 0     |
| Olmedo · Ecuador               | Total club    | Total club    | 25    | 0     | 0                | 0                | 0                     | 0                     | 25    | 0     |
| Deportivo Cuenca · Ecuador     | 1.ª           | 2021          | 12    | 0     | —                | —                | Inexistentes          | Inexistentes          | 12    | 0     |
| Liga de Portoviejo · Ecuador   | 2.ª           | 2021          | 8     | 0     | —                | —                | Inexistentes          | Inexistentes          | 8     | 0     |
| Liga de Portoviejo · Ecuador   | Total club    | Total club    | 8     | 0     | 0                | 0                | 0                     | 0                     | 8     | 0     |
| Deportivo Cuenca · Ecuador     | 1.ª           | 2022          | 16    | 0     | 1                | 0                | Inexistentes          | Inexistentes          | 17    | 0     |
| Deportivo Cuenca · Ecuador     | Total club    | Total club    | 28    | 0     | 1                | 0                | 0                     | 0                     | 29    | 0     |
| 9 de Octubre F. C. · Ecuador   | 2.ª           | 2023          | 12    | 0     | 0                | 0                | Inexistentes          | Inexistentes          | 12    | 0     |
| 9 de Octubre F. C. · Ecuador   | Total club    | Total club    | 12    | 0     | 0                | 0                | 0                     | 0                     | 12    | 0     |
| América de Quito · Ecuador     | 2.ª           | 2023          | 13    | 3     | 0                | 0                | Inexistentes          | Inexistentes          | 13    | 3     |
| América de Quito · Ecuador     | Total club    | Total club    | 13    | 3     | 0                | 0                | 0                     | 0                     | 13    | 3     |
| Cumbayá F. C. · Ecuador        | 1.ª           | 2024          | 2     | 0     | 0                | 0                | Inexistentes          | Inexistentes          | 2     | 0     |
| Cumbayá F. C. · Ecuador        | Total club    | Total club    | 2     | 0     | 0                | 0                | 0                     | 0                     | 2     | 0     |
| Total carrera                  | Total carrera | Total carrera | 304   | 8     | 2                | 0                | 12                    | 0                     | 318   | 8     |
| 1. 2.                          |               |               |       |       |                  |                  |                       |                       |       |       |

## Palmarés

### Campeonatos nacionales
| Título             | Club                 | País    | Año  |
| ------------------ | -------------------- | ------- | ---- |
| Serie B de Ecuador | Universidad Católica | Ecuador | 2012 |

## Vida personal
Es hermano del también futbolista Wilmer Godoy, que pasó por varios clubes de Ecuador entre ellos Universidad Católica y Emelec.